# Ikhlas Gafur Vora
Ikhlas Gafur Vora est une actrice tanzanienne.

## Carrière
Ikhlas Gafur Vora remporte l'Africa Movie Academy Award de la meilleure actrice en 2022 pour son rôle de Yasmin dans Les Révoltés.